# Retablo de Thornham Parva
El retablo de Thornham Parva  es un retablo medieval, ahora en Thornham Parva, Suffolk, Inglaterra. Se cree que el retablo fue creado en la década de 1330 para un priorato dominico. Con 4.6 m de largo, es el mayor retablo sobreviviente de la Edad Media inglesa. 

## Historia
El retablo sobrevivió a los reformadores iconoclastas del siglo XVI, que destruyeron gran parte de la cultura medieval de Inglaterra, al ser retirado de su iglesia. Fue descubierto en 1927  en un desván en Thornham Hall, perteneciente a un terrateniente de Suffolk, Lord Henniker. Lo donó a la Iglesia de Santa María, Thornham Parva, donde su hermano era párroco. 
El retablo de Thornham Parva tiene ocho paneles de santos en nichos que rodean una Crucifixión. Los orígenes del retablo son un enigma, pero las imágenes proporcionan pistas. Las figuras proporcionan vínculos con la Orden Dominicana. En cada extremo están Santo Domingo y San Pedro Mártir, patrones conjuntos de los dominicos. La figura de Juan el Bautista puede parecer más difícil de relacionar, pero el benefactor del Priorato dominicano en Thetford, John de Warenne, Séptimo conde de Surrey habría esperado que su homónimo formara parte de la pintura terminada. 

## Obras relacionadas
Se cree que un altar frontal ahora en el Museo de Cluny en París estuvo en algún momento asociado con el retablo de Thornham Parva como un accesorio decorativo único. La hipótesis es que fueron separados cuando Enrique VIII disolvió el convento de Blackfriars, Thetford en 1538. El priorato de Thetford contenía una estatua de la Virgen que se decía que hacía milagros y el frontal muestra escenas de la vida de la Virgen. 

## Restauración
El retablo regresó a la Iglesia de Santa María en Thornham Parva en 2003, luego de ocho años de restauración por parte del Instituto Hamilton Kerr en Cambridge. Usando pegamento de esturión, aplicado en pequeñas gotas con bastoncillos de algodón, pulgada a pulgada, se eliminaron las capas de mugre para revelar el rico oro y la brillante paleta otoñal de rojos, púrpuras y verdes translúcidos que usó el artista original. 